# Jason Leonard
(Il Daily Telegraph, sull’ultimo incontro di Leonard)
Jason Leonard (Dagenham, 14 agosto 1968) è un ex rugbista a 15 internazionale per l'Inghilterra che prese parte a quattro edizioni della Coppa del Mondo, dal 1991 al 2003, vincendo quest’ultima e disputandovi 22 incontri, record soltanto eguagliato nel 2015 dal neozelandese Richie McCaw.
Nel ruolo di pilone militò per sedici stagioni in Premiership, tra le file dei Saracens prima e negli Harlequins poi.
È uno dei quattro inglesi che figurano nell'International Rugby Hall of Fame, e fino al 2022 fu il detentore del primato assoluto di presenze nella propria nazionale con 114 incontri disputati.

## Biografia
Jason Leonard fa parte della generazione di rugbisti inglesi la cui carriera si situa a cavallo del trapasso dall'era dilettantistica a quella professionistica: dilettante fino al 1988 nelle file del Barking RFC, firmò quell'anno il suo primo contratto da professionista con i Saracens, formazione presso la quale rimase due stagioni, prima di trasferirsi alla squadra con la quale conquistò tutti i suoi trofei a livello di club, gli Harlequins di Twickenham (Londra).
Contemporaneamente all'ingaggio con gli Harlequins giunse anche la prima convocazione in Nazionale inglese (il 27 luglio 1990 contro l'Argentina).
Fu la prima di 119 partite internazionali, delle quali 114 per l'Inghilterra e 5 per i British Lions, ai cui tour del 1993, 1997 e 2001 prese parte.
Fino al 2005 Jason Leonard fu anche il recordman assoluto per presenze internazionali, prima di essere superato dal mediano di mischia australiano George Gregan (arrivato a 139).
Il suo primato di presenze in nazionale inglese ha invece resistito 18 anni prima di essere battuto da Ben Youngs, giunto a quota 115 nel corso del Sei Nazioni 2022.
Con gli Harlequins Leonard ha vinto una coppa Anglo-Gallese e due European Challenge Cup; con la Nazionale inglese ha altresì preso parte a quattro edizioni consecutive della Coppa del Mondo, dal 1991 al 2003, giungendo alla finale nella prima e nell'ultima partecipazione, entrambe le volte contro l'Australia, la prima volta venendo sconfitto a Twickenham, la seconda vincendo allo Stadium Australia di Sydney e laureandosi campione del mondo.
La carriera internazionale di Leonard si chiuse allo Stadio Flaminio di Roma il 15 febbraio 2004, nel corso di un Italia - Inghilterra valido per il Sei Nazioni; qualche settimana più tardi il giocatore annunciò la sua intenzione di ritirarsi dall'attività internazionale alla fine del torneo, anche se non vi fu più impiegato da Clive Woodward e, poco dopo, annunciò anche la sua decisione di ritirarsi definitivamente al termine della stagione di club, a cui diede seguito non prima di aver vinto, nel suo ultimo incontro con gli Harlequins, l'European Challenge Cup e disputato con la maglia dei Barbarians la partita d'addio contro l'Inghilterra a Twickenham, nel corso della quale segnò una delle sue rarissime mete e fu nominato Man of the Match.
Jason Leonard è attivo in numerose iniziative di beneficenza ed è presidente onorario della zona dell'Essex della Wooden Spoon Society, l'associazione di ex rugbysti che organizza incontri per raccogliere fondi per cause benefiche.
Nel 2002 Jason Leonard pubblicò la sua autobiografia (Jason Leonard: The Autobiography), ripubblicata come nuova edizione nel 2004 con il titolo di Full Time.
Nel 2005 pubblicò anche un DVD dal titolo Jason Leonard's Big Hits.
La compagnia ferroviaria britannica c2c ha battezzato un suo treno della classe 357 EMU Jason Leonard in onore del rugbista.
Il treno effettua servizio nella regione a sud di Londra e tra le altre stazioni tocca quella di Barking, dove Leonard è nato.
Dal 2007, insieme ad altri rugbisti internazionali tra cui il neozelandese Jonah Lomu, Leonard fa parte dell'International Rugby Hall of Fame.

## Palmarès
- Coppe del mondo: 1
Inghilterra: 2003
- Coppe Anglo-Gallesi: 1
Harlequins: 1990-91
- Challenge Cup: 2
Harlequins: 2000-01 e 2003-04